# All-Flash
All-Flash, cuyo nombre original era All-Flash Quarterly, fue una revista de historietas publicada por All-American Publications y luego National Periodicals (DC Comics) que presentaba aventuras del superhéroe Jay Garrick, el Flash original. Esta serie fue la primera revista en la que solo era protagonista Flash, quien además aparecía en las revistas antológicas Flash Comics, All-Star Comics y Comic Cavalcade. Tuvo una extensión de 32 números entre 1941 y 1947 y fue publicada en principio trimestralmente antes de cambiar a bimestral a partir del sexto número. Cada número normalmente incluía varias aventuras de Flash, así como algunas historias de complemento menos extensas como Hop Harrigan, Butch McLobster, The Super Mobster y Fat and Slat por el caricaturista Ed Wheelan y, en números posteriores, Ton-O-Fun por el cocreador de Flash Harry Lampert. 

## Historia de la publicación

### Serie original
La serie debutó en mayo de 1941 con fecha de tapa "Verano de 1941. Debido a que el nombre "Flash Comics" ya estaba siendo utilizado, se decidió consultar a los lectores para que sugirieran el título para la nueva serie. Se ofrecieron veinticinco dólares en premios a los cuatro mejores nombres sugeridos, siendo diez de estos destinados al primer premio. A los primeros 500 correos que participaran se les ofreció una copia gratis de All-Star Comics número 5. Un aviso del concurso apareció en las páginas de All-Star Comics 4 estableciendo que ¡"Flash ganó y pasa a ser el siguiente [título] trimestral como Supermán y Batman! ¡Niños y niñas! ¡Aquí está el mensaje de Gardner F. Fox y E.E. Hibbard, el autor y el artista de su personaje favorito: Flash!

¡Gracias, niños y niñas, por seleccionar a nuestro personaje FLASH, para ser el siguiente título trimestral como "Superman" and "Batman"! ¡Ambos estamos muy falices cuando recibimos la buena notticia, pero de repente descubrimos que tenemos un "problema"---y quisieraos que ustedes nos ayuden a resolverlo!

¡Como saben, FLASH no solo aparece aquí en All-Star Comics sino que además aparece regularmente en la revista mensual Flash Comics! Y aquí está nuestro problema:
Si llamamos al título trimestral simplemente The Flash, lo que puede ser lo natural a hacer, nuestros editores creen que muchos de ustedes lectores podrían confundirse con Flash Comics, la revista semanal.

El trabajo de Ustedes será pensar un título adecuado para el Flash trimestral que lo distinga de Flash Comics. Un ejemplo de título posible sería Jay Garrick, the Flash o The Adventures of the Flash, etc. --- siempre y cuando no suene mucho a Flash Comics''.

El ganador del concurso fue anunciado en las páginas de All-Star Comics 5, donde se mostraba el arte de tapa del primer número de All-Flash.
Gardner Fox, el cocreador de Flash, escribió la mayor parte de la serie, guionizando las historias principales los primeros 24 números. Desde el número 25 en adelante, las historias principales de Flash fueron escritas por los escritores Robert Kanigher y John Broome. El arte de la serie fue hecho por varios artistas como E. E. Hibbard, Harry Tschida, Lou Ferstadt, Martin Naydel, Lee Elias y Carmine Infantino.
En esta serie trabajaron juntos por primera vez en el personaje Flash los escritores Robert Kanigher y John Broome, y el artista Carmine Infantino. Kanigher, Broome e Infantino luego ayudarían en la creación de la encarnación del Flash de la edad de plata, así como su ayudante juvenil Kid Flash, quien llegaría a ser la tercera encarnación del personaje.
All-Flash terminó en 1947 en su número 32

### Especial de 2007
El título regresó como un número único en 2007 por el guionista Mark Waid y los artistas Karl Kerschl, Manuel García, Joe Bennett y Daniel Acuna con portada de Josh Middleton y una tapa alternativa por Bill Sienkiewicz. Este número especial sirvió como introducción a Flash vol. 2 número 231.

## Números destacados
| Número | Nota                                                     | Título de la historia                           | Escritor        | Artista           | Fecha de publicación              |
| ------ | -------------------------------------------------------- | ----------------------------------------------- | --------------- | ----------------- | --------------------------------- |
| 5      | Primera aparición de Winky, Blinky, and Noddy            | Case of the "Patsy Colt"!                       | Gardner Fox     | E. E. Hibbard     | Verano de 1942                    |
| 12     | Primera aparición de Pensador                            | Tumble Inn to Trouble                           | Gardner Fox     | E. E. Hibbard     | Otoño de 1943                     |
| 21     | Primera aparición de Tortuga                             | The Fastest Man Alive vs. the Slowest Man Alive | Gardner Fox     | Martin Naydel     | Winter 1945                       |
| 22     | Primera historia de Flash escrita por John Broome        | The City of Shifting Sand                       | John Broome     | Martin Naydel     | April–May 1946                    |
| 24     | Primera historia de Flash escrita por Robert Kanigher    | Appointment with Destiny                        | Robert Kanigher | Martin Naydel     | August–September 1946             |
| 31     | Primera historia de Flash dibujada por Carmine Infantino | The Secret City                                 | Robert Kanigher | Carmine Infantino | Oct–Nov 1947                      |
| 32     | Primera aparición de Safiro Estrella y El Violinista     | The Amazing Star Sapphire! Duet of Danger       | Robert Kanigher | Lee Elias         | Diciembre de 1947 / Enero de 1948 |